# Supreme Group
Supreme Group este un grup de companii din România, din care fac parte producătorul de ciocolată Supreme Chocolat, firma de procesare de cafea Supreme Imex, firma de distribuție de produse alimentare SDN Trading, dezvoltatorul imobiliar Supreme Estate,
precum și Supreme Gourmet, compania care operează cafenele, și divizia de distribuție Supreme Distribution.
Supreme Group este o afacere de familie.
Prima unitate de producție a grupului a fost înființată în 1992, fiind specializată în producția de cafea.
În 2001, mărcile de cafea ale grupului au fost achiziționate de compania Kraft Foods, iar Supreme s-a îndreptat spre piața ciocolatei prin preluarea unei fabrici de ciocolată din București.
Compania de distribuție Supreme Group are 400 de angajați, din cei 1.000 la nivelul grupului, și o flotă de circa 250 de autovehicule comerciale.